# Echeveria papillosa
Echeveria papillosa är en fetbladsväxtart som beskrevs av M. Kimnach och C.H. Uhl. Echeveria papillosa ingår i släktet Echeveria och familjen fetbladsväxter. Inga underarter finns listade i Catalogue of Life.